# Les Rallizes Dénudés
Les Rallizes Dénudés (裸のラリーズ, Hadaka no Rallizes) est un groupe de rock japonais, originaire de Kyoto. Ils commencent à l'origine en 1962 comme troupe de théâtre musical ; cependant, la formation du groupe ne se fait pas avant 1967 à l'Université de Kyoto.

## Biographie
Le groupe est formé en 1967 par un étudiant de 19 ans de l'Université Dosisya, Takashi Mizutani, qui étudiait la sociologie et la littérature française,. À l'origine, il s'agissait d'un quartet folk composé de Mizutani à la guitare, Moriyaki Wakabayashi à la basse, Takashi Kato à la batterie, et Takeshi Nakamura à la guitare rythmique. Le groupe est inspiré par les Velvet Underground, et le groupe de rock indépendant japonais The Jacks, ainsi que les œuvres des philosophes français modernes. Au début de 1968, Mizutani et Wakabayashi rencontrent Yoko Nakamura et Tatsuo Komatsu, fondateurs du groupe théâtral expérimental Gendai Gekijo. En mai la même année, avec l'aide de Tatsuo, la première démo du groupe est réalisée, et comprend les morceaux La mal rouge, Otherwise My Conviction et Les bulles de savon. À cette période, ils empruntent le nom des Rallizes Dénudés (vraisemblablement de l'expression « valise vide » ; valise dénudée). Le groupe refuse d'enregistrer en studio, et les enregistrements disponibles sont de ce fait rares et sont le plus souvent des enregistrements pirates de qualité médiocre : « ce n'est pas comme si nous pouvions trouver  un disque parfait des Rallizes Dénudés », explique ainsi John Whitson, du label américain Holy Mountain Records, « C'est comme pour les archéologues, ils ne trouvent que des assiettes cassées ». En 1973, ils acceptent toutefois d'apparaître sur une compilation live en édition limitée Oz Days Live, l'un des deux seuls enregistrements officiels du groupe, l'autre étant Eve Night publié en 1983.
Le 31 mars 1970, le bassiste de ce groupe depuis l'origine, Moriaki Wakabayashi, fait partie d'un commando de l'Armée rouge japonaise qui détourne le vol 351 d'un Boeing 727 de la Japan Airlines (en), et l'oblige à atterrir en Corée du Nord, après moult épisodes. Les membres du commando, dont ce musicien, sont accueillis par la Corée du Nord comme des héros et s'y installent. Pour le groupe des Rallizes Dénudés, cet événement est un tournant qui, à court terme, éclaircit les rangs de leur public, même si, à plus long terme, il superpose à leur image de radicalisme musical celle d'un radicalisme politique, et contribue à en faire un groupe culte. Leur communication se fait très discrète.
La dernière apparition publique des Rallizes Dénudés s'effectue vraisemblablement en 1996,. Durant plusieurs années, il y a très peu d'informations sur ce qui arrive à Mizutani et la plupart des autres membres du groupe après sa désintégration. Mizutani réside en France pendant un moment. En 1997, il enregistre un album live avec le musicien de jazz Arthur Doyle, qui sort en 2003.
En 2021, un site Internet officiel des Rallizes Dénudés apparaît et annonce le décès survenu en 2019 de son leader Takashi Mizutani, ainsi que le lancement du label The Last One Musique destiné à sortir officiellement des disques du groupe. En 2022, le groupe sort The OZ Tapes, une réédition des enregistrements des Rallizes Dénudés pour l'album collectif Oz Days Live. La réédition est accompagnée de notes d'accompagnement donnant plus de détails sur l'histoire du groupe, agrémentées d'interviews.

## Discographie
Sorties officielles
| Année | Titre                                                 | Label                   | Format                              |
| ----- | ----------------------------------------------------- | ----------------------- | ----------------------------------- |
| 1973  | OZ Days Live                                          | OZ Records              | 2{\displaystyle \times }LP          |
| 1991  | '67-'69 STUDIO et LIVE                                | Rivista/Temporal Drift  | CD, Vinyle LP, Cassette             |
| 1991  | MIZUTANI / Les Rallizes Dénudés                       | Rivista/Temporal Drift  | CD, Vinyle LP, Cassette             |
| 1991  | '77 LIVE                                              | Rivista/Temporal Drift  | CD, Vinyle LP, Cassette             |
| 1992  | Les Rallizes Dénudés                                  | Ethan Mousiké Co., Ltd. | VHS                                 |
| 1996  | Les Rallizes Dénudés                                  | Etcetera                | Vinyle 7"                           |
| 2003  | Rome Wasn't Burned In A Day                           | Head Heritage           | CD                                  |
| 2003  | Electric Pure Land Stars                              | Dead Flower             | CD                                  |
| 2004  | Where Do You Come From, Hiroshi                       | Dead Flower             | DVD                                 |
| 2006  | An Anthology of Noise & Electronic Music              | Sub Rosa                | 2{\displaystyle \times }LP          |
| 2006  | Underground Tracks 70's                               | Dead Flower             | 2{\displaystyle \times }CD          |
| 2008  | Electric AllNight Show @ Saitama Univ. 1973.11.3-4    | Dead Flower             | 2{\displaystyle \times }CD          |
| 2009  | Nihon Nihilist                                        | Pas de Label            | CD                                  |
| 2011  | 音楽70 = Ongaku 70                                    | Hiruko Records          | Vinyle LP                           |
| 2015  | Don't Turn Off The Lights                             | Pas de Label            | Cassette                            |
| 2021  | White Awakening                                       | Temporal Drift          | Téléchargement                      |
| 2022  | Vertigo Otherwise My Conviction                       | Temporal Drift          | Téléchargement                      |
| 2022  | The OZ Tapes                                          | Temporal Drift          | Téléchargement, Vinyle LP           |
| 2023  | Romance of the Black Pain Otherwise Fallin' Love With | Temporal Drift          | Vinyle 12"                          |
| 2023  | CITTA' '93                                            | Temporal Drift          | Téléchargement, Vinyle LP           |
| 2023  | BAUS '93                                              | Temporal Drift          | Téléchargement, Vinyle LP, CD + DVD |
| 2024  | The Last One 〈Poésies : Les Rallizes Dénudés〉       | Temporal Drift          | Livre + CD                          |
| 2024  | 屋根裏 YaneUra Oct' 80                                | Temporal Drift          | Téléchargement, Vinyle LP, CD       |

Sorties bootleg
- December's Black Children (1989)
- Color Box (1999)
- Heavier Than a Death in the Family (2002)
- Blind Baby Has Its Mother's Eyes (2003)
- Mars Studio 1980 (2004)
- Great White Wonder (2006)
- Cable Hogue Soundtrack (2007)
- Double Heads: Legendary Live (2007)
- France Demo Tape (2007)
- Flightless Bird Needs Water Wings (溺れる飛べない鳥は水羽が必要, Oboreru tobenaitori wa Mizuha ga hitsuyō) (2007)
- Volcanic Performance (2008)
- Tripical Midbooster Winter 1981-82 (2009)